# 2562 Chaliapin
2562 Chaliapin је астероид главног астероидног појаса. Приближан пречник астероида је 20,8 ,
а средња удаљеност астероида од Сунца износи 3,008 астрономских јединица (АЈ).
Инклинација (нагиб) орбите у односу на раван еклиптике је 10,255 степени, а орбитални период износи 1905,885 дана (5,218 година). Ексцентрицитет орбите астероида износи 0,046.
Апсолутна магнитуда астероида износи 11,3 а геометријски албедо 0,123.
Астероид је откривен 27. марта 1973. године.